# 高辻周孝
高辻 周孝（たかつじ かねたか、1973年9月17日 - ）は、日本の元男子バスケットボール選手である。ポジションはF。神奈川県川崎市出身で住友金属スパークス・アイシンシーホースに所属していた。

## 来歴
生田東高校、愛知学泉大学を経て、1996年に住友金属に入社。
1998年にバスケ部が休部となったため、アイシン精機へ移籍。スーパーリーグやオールジャパンの優勝に貢献する。
2010年引退。社業に専念する。
元住友金属では最後のJBL選手となった（bjリーグまで広げると庄司和広）。

## 経歴
- 生田東高校 - 愛知学泉大学 - 住友金属（1996年〜1998年） - アイシン精機（1998年〜2010年）